# Середньоуральський міський округ
Середньоура́льський міський округ (рос. Среднеуральский городской округ) — адміністративна одиниця Свердловської області Російської Федерації.
Адміністративний центр — місто Середньоуральськ.

## Населення
Населення міського округу становить 24011 осіб (2018; 20771 у 2010, 19765 у 2002).

## Склад
До складу міського округу входять 4 населених пункти:
| Населений пункт         | Населення, осіб (2002) | Населення, осіб (2010) |
| ----------------------- | ---------------------- | ---------------------- |
| Кирпичний, селище       | 30                     | 67                     |
| Коптяки, присілок       | 169                    | 217                    |
| Мурзинка, присілок      | 11                     | 38                     |
| Середньоуральськ, місто | 19555                  | 20449                  |